# Primera División de México
Primera División de México (også kendt som Liga MX) er den bedste fodboldrække i Mexico, hvori klubberne spiller om det mexicanske mesterskab. Turneringen arrangeres af Mexicos fodboldforbund og har været afholdt siden 1943. Ligaen er, ifølge det af FIFA anerkendte fodboldstatistik-site IFFHS, den 15.-stærkeste fodboldliga i verden pr. 2013.
Som i så mange andre latinamerikanske lande kåres der i den mexicanske liga en mester hvert halve år, i modsætning til den europæiske model med én mester pr. år. Hvert efterår spiller holdene Apertura (åbningsturneringen), mens der om efteråret afvikles Clausura (afslutningsturneringen). Begge turneringer spilles over 18 kampe. Nedrykning til den næstbedste række, Ascenso MX, udregnes over klubbernes resultater de sidste tre år.
Halvårsmesterskabet blev indført i 1996. Inden da havde der fra 1943-1995 været spillet et helårsmesterskab. Fra 1996-2002 hed efterårsturneringen Invierno og forårsturneringen Verano.
De mest succesfulde hold er Club América og Chivas Guadalajara, der hver har vundet 11 mesterskaber. I alt har 21 forskellige klubber vundet mesterskabet gennem tiden.

## Vindere
Følgende er en liste over de colombianske fodboldmestre, siden ligaens stiftelse i 1948:

### 1943-1996
- 1944: Asturias
- 1945: Puebla
- 1946: Veracruz
- 1947: Atlante
- 1948: León
- 1949: León
- 1950: Veracruz
- 1951: Atlas
- 1952: León
- 1953: Tampico Madero
- 1954: Marte
- 1955: Zacatepec
- 1956: León
- 1957: Chivas Guadalajara
- 1958: Zacatepec
- 1959: Chivas Guadalajara
- 1960: Chivas Guadalajara
- 1961: Chivas Guadalajara
- 1962: Chivas Guadalajara
- 1963: Puebla FC
- 1964: Chivas Guadalajara
- 1965: Chivas Guadalajara
- 1966: América
- 1967: Deportivo Toluca
- 1968: Deportivo Toluca
- 1969: Cruz Azul
- 1970 (1): Chivas Guadalajara
- 1970 (2): Cruz Azul
- 1971: América
- 1972: Cruz Azul
- 1973: Cruz Azul
- 1974: Cruz Azul
- 1975: Deportivo Toluca
- 1976: América
- 1977: Pumas UNAM
- 1978: Tigres UANL
- 1979: Cruz Azul
- 1980: Cruz Azul
- 1981: Pumas UNAM
- 1982: Tigres UANL
- 1983: Puebla
- 1984: América
- 1985 (1): América
- 1985 (2): América
- 1986: Monterrey
- 1987: Chivas Guadalajara
- 1988: Club América
- 1989: Club América
- 1990: Puebla
- 1991: Pumas UNAM
- 1992: León
- 1993: Atlante
- 1994: Tecos UAG
- 1995: Necaxa
- 1996: Necaxa

### 1996- (Halvårsmesterskabet)
| Invierno/Apertura: - 1996: Santos Laguna - 1997: Cruz Azul - 1998: Necaxa - 1999: Pachuca - 2000: Morelia - 2001: Pachuca - 2002: Deportivo Toluca - 2003: Pachuca - 2004: Pumas UNAM - 2005: Deportivo Toluca - 2006: Chivas Guadalajara - 2007: Atlante - 2008: Deportivo Toluca - 2009: Monterrey - 2010: Monterrey - 2011: Tigres UANL - 2012: Tijuana - 2013: León - 2014: | Verano/Clausura: - 1997: Chivas Guadalajara - 1998: Deportivo Toluca - 1999: Deportivo Toluca - 2000: Deportivo Toluca - 2001: Santos Laguna - 2002: América - 2003: Monterrey - 2004: Pumas UNAM - 2005: América - 2006: Pachuca - 2007: Pachuca - 2008: Santos Laguna - 2009: Pumas UNAM - 2010: Pachuca - 2011: Pumas UNAM - 2012: Santos Laguna - 2013: América - 2014: León |

## Titler pr. klub
Her en oversigt over ligaens mest succesfulde klubbers mesterskabsæsoner:
América (12)
- 1966, 1971, 1976, 1984, 1985 (1), 1985 (2), 1988, 1989, Clausura 2005, Clausura 2013, Apertura 2014

Chivas Guadalajara (11)
- 1957, 1959, 1960, 1961, 1962, 1964, 1965, 1970, 1987, Verano 1997, Apertura 2006

Deportivo Toluca (10)
- 1967, 1968, 1975, Verano 1998, Verano 1999, Verano 2000, Apertura 2002, Apertura 2005, Apertura 2008, Clausura 2010

Cruz Azul (8)
- 1969, 1970, 1972, 1973, 1974, 1979, 1980, Invierno 1997

Pumas UNAM (7)
- 1977, 1981, 1991, Clausura 2004, Apertura 2004, Clausura 2009, Clausura 2011

León (7)
- 1948, 1949, 1952, 1956, 1992, Apertura 2013, Clausura 2014

Pachuca (5)
- Invierno 1999, Invierno 2001, Apertura 2003, Clausura 2006, Clausura 2007

Santos Laguna (4)
- Invierno 1996, Verano 2001, Clausura 2008, Clausura 2012

Monterrey (4)
- 1986, Clausura 2003, Apertura 2009, Apertura 2010